# Communauté de communes de la Visandre
La communauté de communes de la Visandre est une ancienne communauté de communes française, située dans le département de Seine-et-Marne et la région Île-de-France.

## Historique
Créée en décembre 2000, elle a été dissoute le 31 décembre 2009.
Les communes qui la composaient ont rejoint soit la communauté de communes les Sources de l'Yerres, soit la communauté de communes de la Brie Nangissienne.

## Composition
La communauté de communes  de la Visandre regroupait les 5 communes suivantes du département de Seine-et-Marne :
- Gastins
- Jouy-le-Châtel
- La Croix-en-Brie
- Pécy
- Vaudoy-en-Brie